# DAF (gépjárművek)
A DAF egy holland tehergépjármű-gyártó vállalat, az amerikai Paccar-konszern tagja. 1959 és 1975 között személygépkocsi-gyártással is foglalkozott. 1993 óta a vállalat hivatalosan DAF Trucks N.V. néven van bejegyezve. Székhelye és fő gyártóüzeme Eindhovenben van, a vezetőfülkéket és a tengelyeket a belgiumi Westerlóban szerelik össze.

## Története

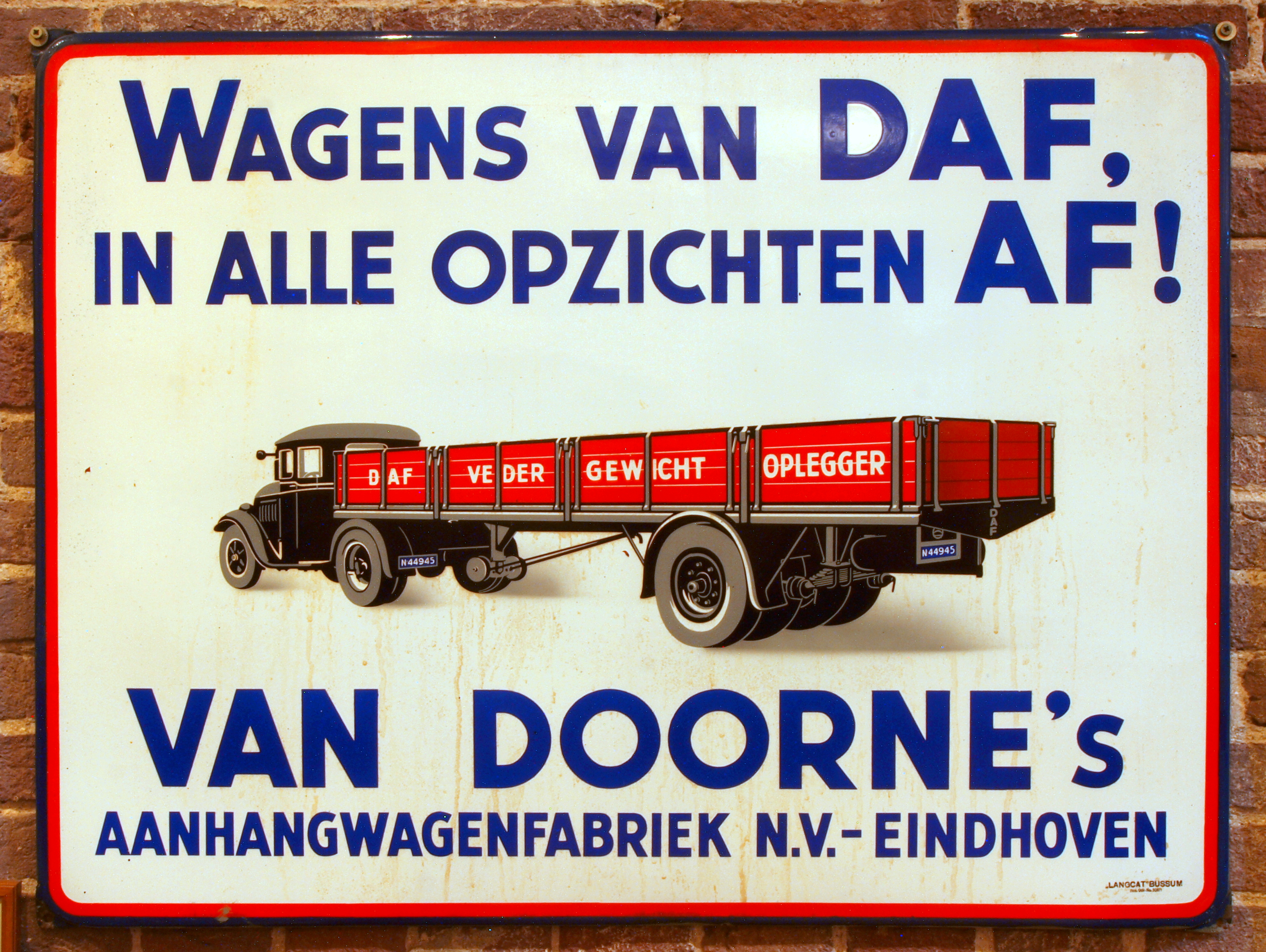
Nyerges vontatmány reklámja a kezdeti időkből

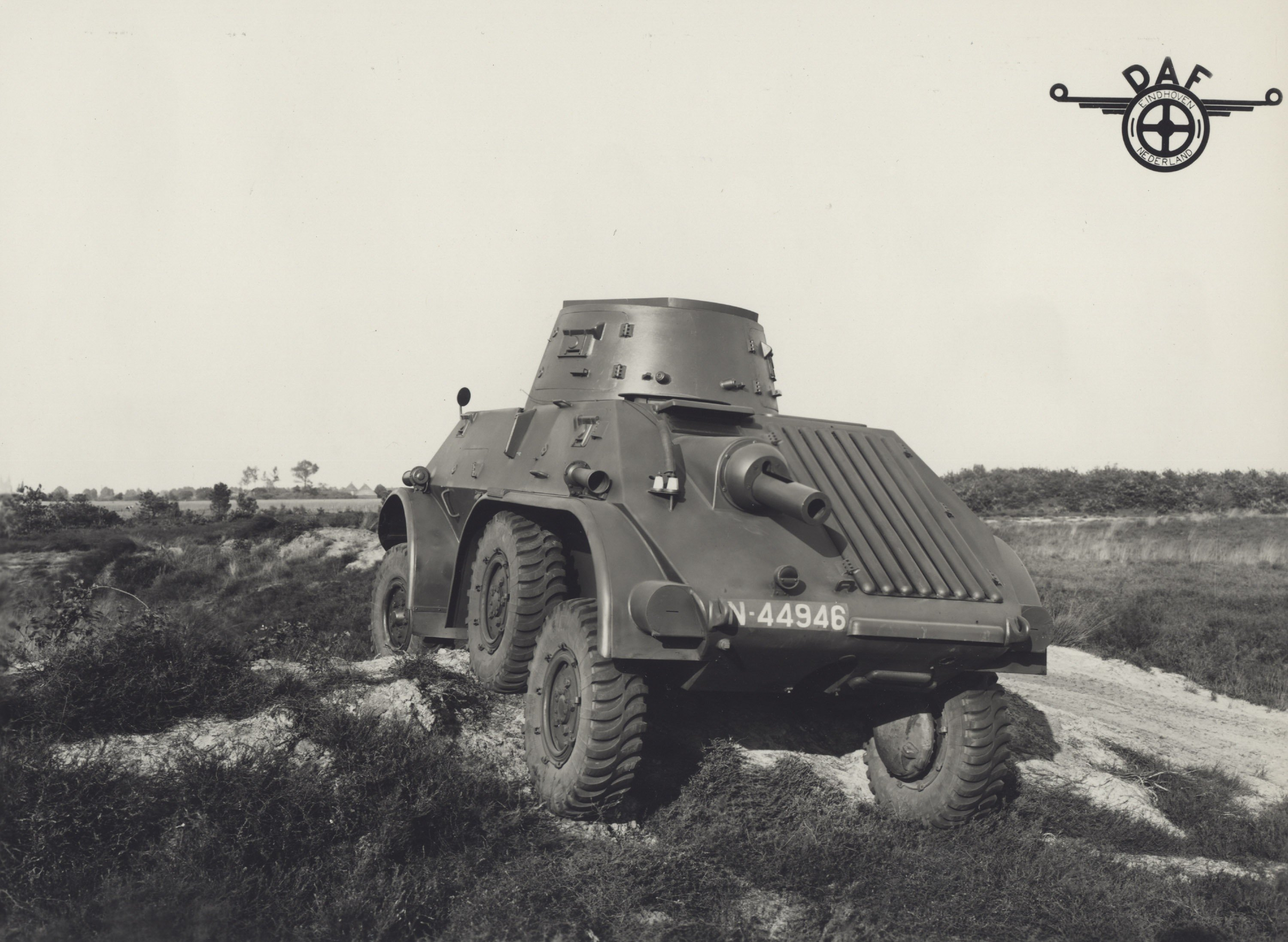
DAF Pantrado 3 páncélgépkocsi (hátulnézet)

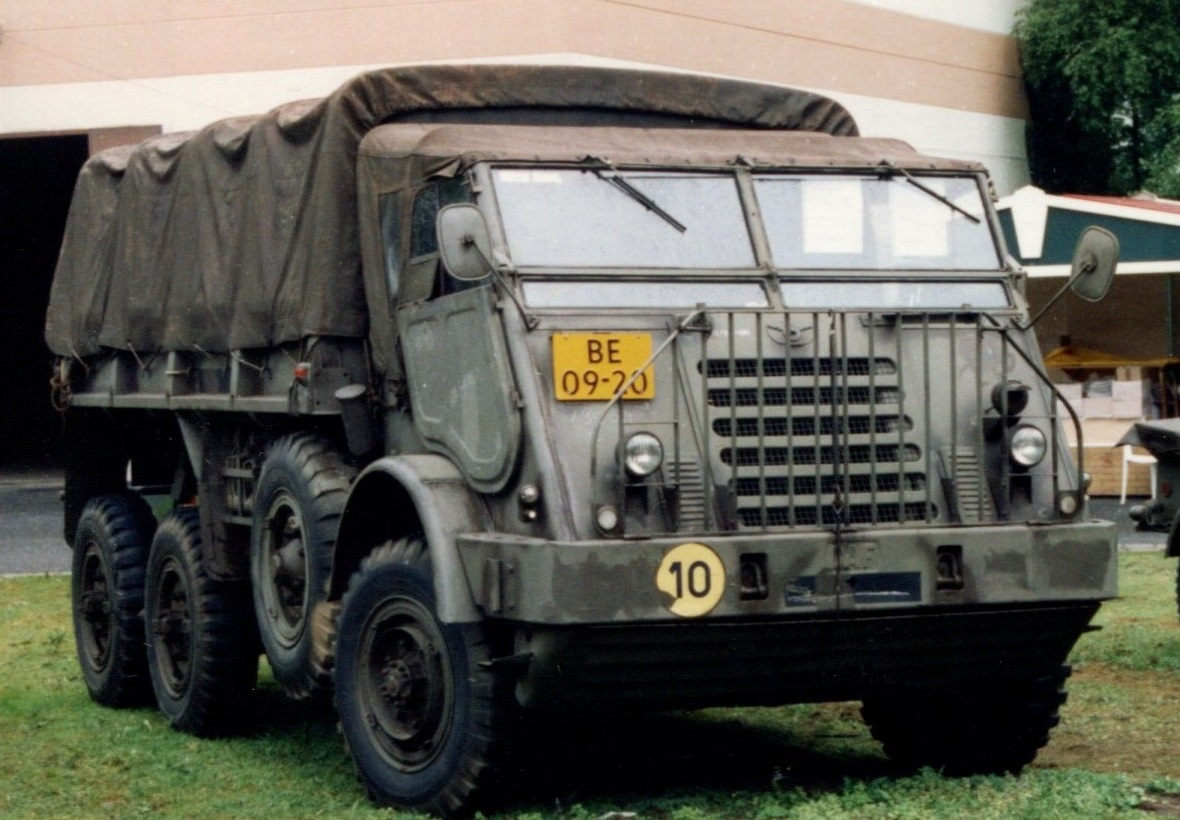
DAF YA-328 katonai szállító jármű

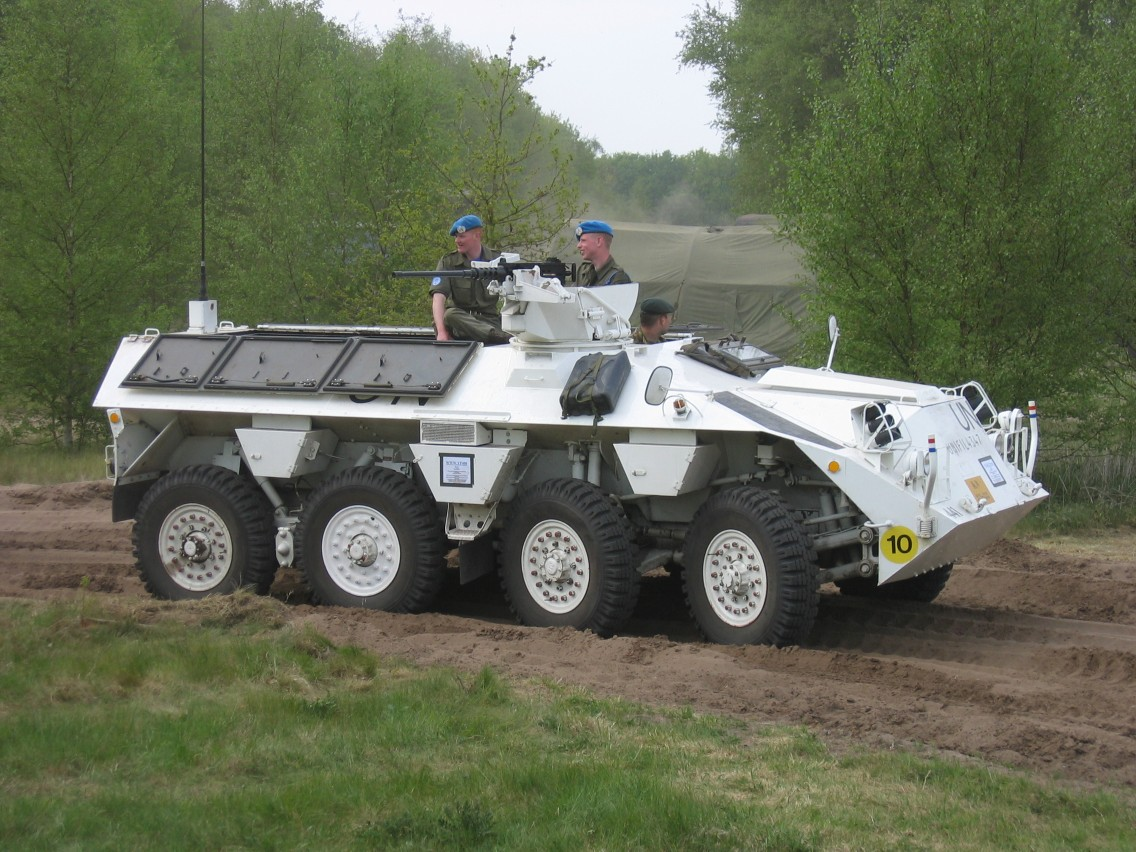
DAF YP-408 lövészpáncélos

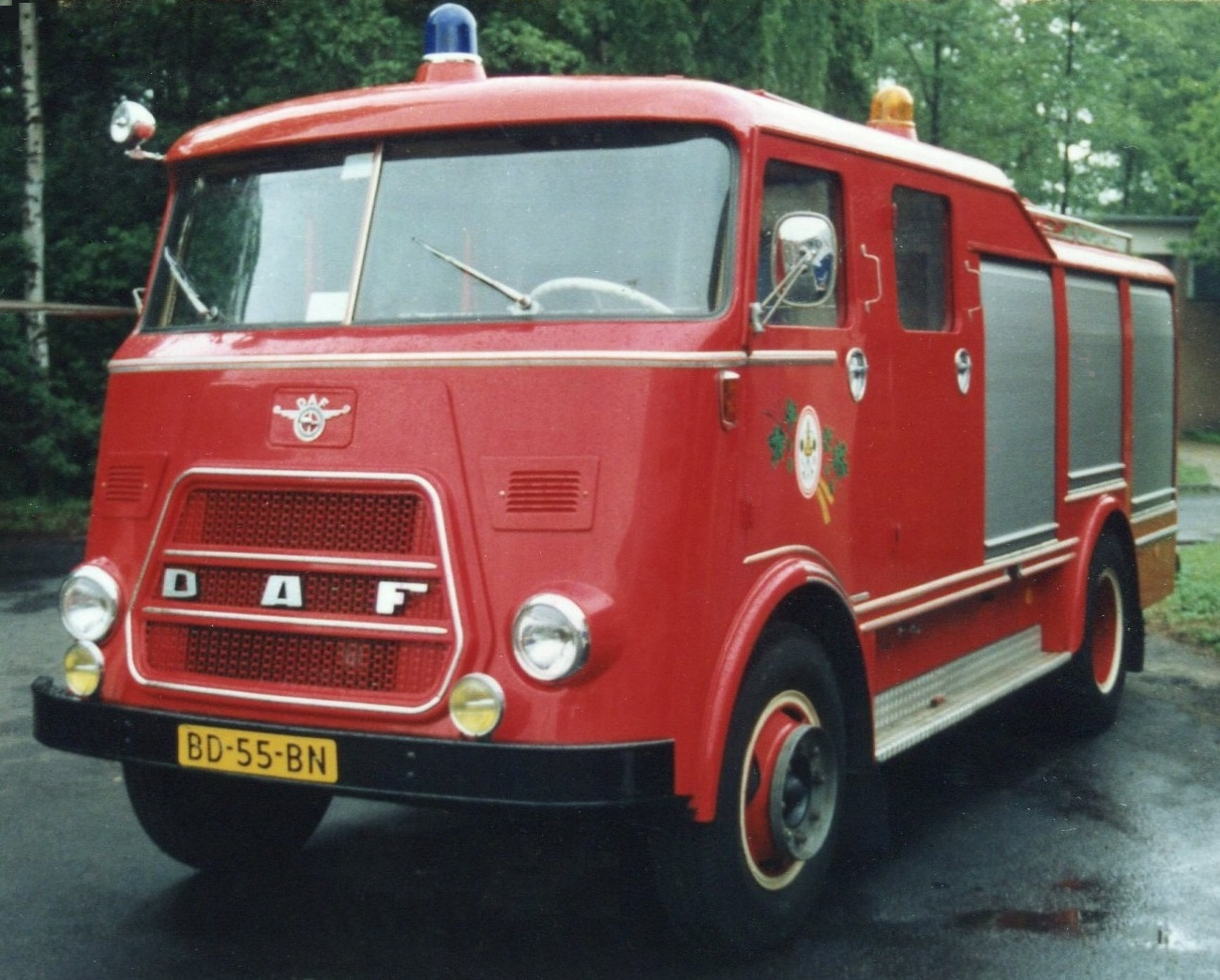
Tűzoltóautó

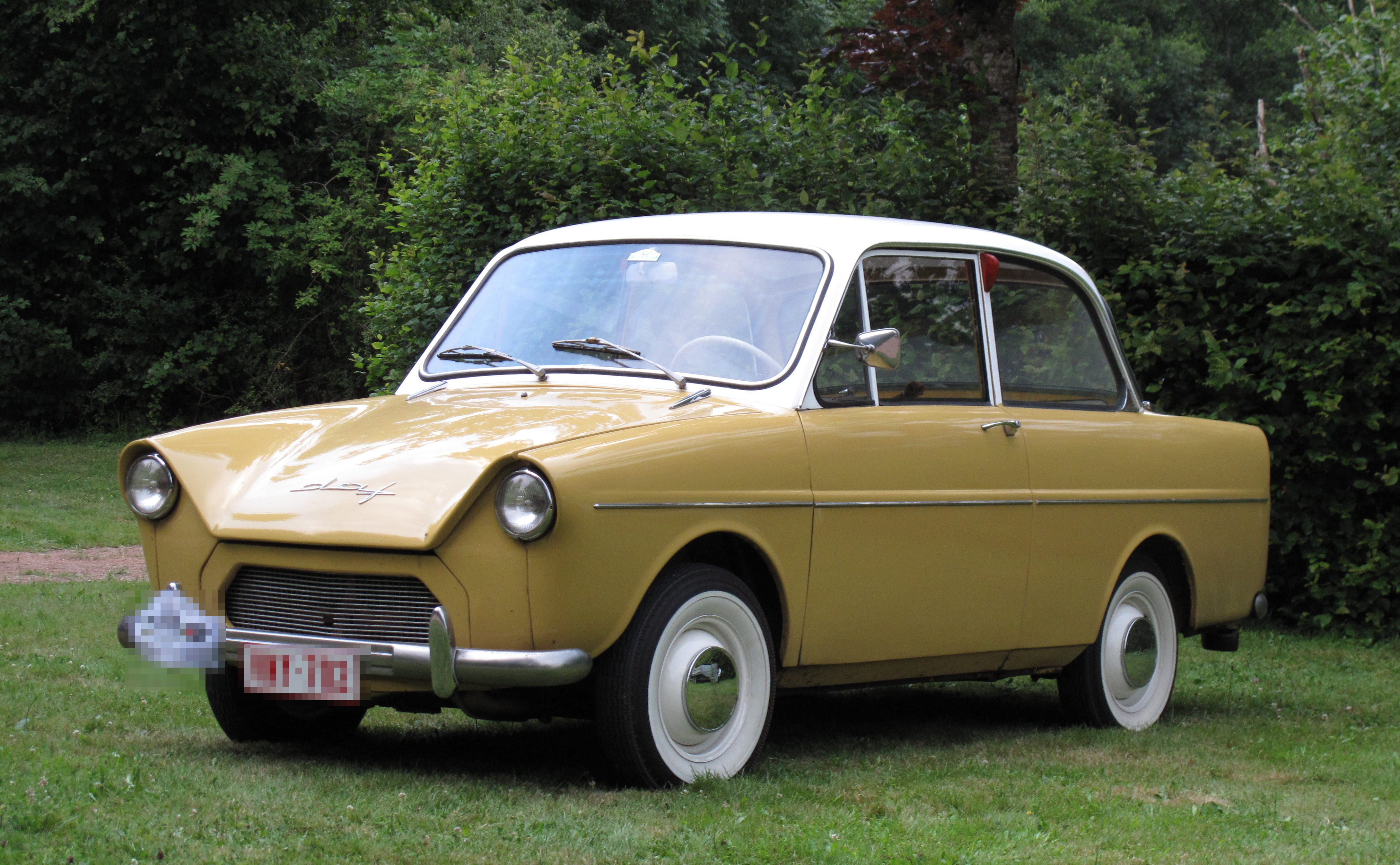
DAF 600

Hubert van Doorne 1928-ban alapította meg Eindhovenben betéti társaságát Hub van Doorne, Machinefabriek en Reparatieinrichting névvel. Alapító társa és befektetője volt A. H. Huenges, aki egy sörfőzde igazgatója volt. Van Doorne több alkalommal javította Huenges gépkocsiját, aki mivel elégedett volt az elvégzett munkával, felajánlotta anyagi segítségét. Hub a sörgyár területén egy kis műhelyben látott munkához. A vállalkozás kezdetben hegesztési és kovácsolási munkákra koncentrálta a tevékenységét az eindhoveni belvízi hajózás és a Philips számára bedolgozva, de nyerges vontatású buszok vontatmányainak előállítását is végezte. A vállalkozásba később Hub öccse, Wim van Doorne is betársult. Az 1930-as évek világgazdasági válsága a fivéreket arra kényszerítette, hogy újabb megrendelési területeken nézzenek szét.
A cég 1932-ben a Van Doorne’s Aanhangwagenfabriek N.V. (rövidítve: DAF) nevet kapta és részvénytársasággá alakult át. Ettől kezdve a vállalkozás kizárólag nagy teherbírású tehergépjármű-vontatmányok előállítására specializálódott. 1936-ban Huenges kiszállt a vállalkozásból és az teljes egészében a Van Doorne fivérek tulajdonába került. Ugyanebben az évben a DAF Losser révén kifejlesztették a világ egyik első konténeres pótkocsiját. 
A második világháború alatt építette a DAF az első vontatójárműveit, melyeket a hadsereg használt a nehéztüzérségi lövegek vontatására. A DAF egy páncélgépkocsit is kifejlesztett M39 Pantserwagen (DAF Pantrado 3) névvel, de a német invázióig csak három darab állt szolgálatba. Az elkészült tucatnyi darabot a németek a keleti fronton vetették be, ahol fokozatosan veszteséglistára kerültek.
A világháború után nagy volt a hiány a luxus személygépkocsikból és teherautókból, ami nagy lehetőséget kínált a DAF számára. 1948-ban a vállalat új neve Van Doorne’s Automobiel Fabriek N.V. lett (ami a DAF rövidítésen nem változtatott) és a vállalat 1949-ben az utánfutók gyártása mellett saját tehergépjárművek előállításába kezdett, melyekbe kezdetben a brit Leyland motorgyár dízelmotorjait szerelték. Az első tehergépkocsi modelljük a DAF A30 volt. Az 50-es években a cég nagy részt vállalt az újjáépülő holland hadsereg járművekkel való ellátásában, főként a DAF YA-126 és DAF YA-328 „Dikke Daf” szállítójárművek révén.
A DAF tehergépjárműgyártásának erőssége volt a kezdetektől kínált Frontlenker-elrendezésű vezetőfülke, mely kialakítását mindig a kor ízlésének megfelelően oldották meg: eleinte legömbölyített, az 1960-as évektől szögletes volt az alakja. Az 1950-es évektől 1972-ig néhány „csőrös” elrendezésű járművet is gyártott a cég.
1958-tól a DAF 600, és a Daffodil-sorozat és DAF 33–66 számozású sorozat révén személygépkocsikat is gyártott. A DAF-autók főként a Variomatic-meghajtásuk révén váltak ismertté. Ez egy centrifugális tengelykapcsolóval ellátott fokozatnélküli ékszíjhajtásos sebességváltó, ami rántás nélküli sebességváltást tett lehetővé. A meghajtás szíjtárcsái a centrifugális erő szabályozójával és a beállítószelepek szívóhatása által működésbe hozott membráncilinderek segítségével voltak állíthatók. Az automatika előtt egy kézzel állítható, fordítható irányú hajtómű kapott helyet, amivel a jármű ugyanolyan sebességgel tudott előre- és hátramenetben haladni. Hub van Doorne számára 1954-ben jött az ötlet e rendhagyó meghajtási módozat megvalósítására, miután a gyáraiban is oly sok minden szíjakkal és szalagokkal volt meghajtva.
1967-ben a dél-hollandiai Born kisvárosban nyitott a cég egy új gyárat a személygépkocsik gyártására és a 44-es típus volt az első amit itt gyártottak.
A DAF által utolsónak kifejlesztett személygépkocsi a középkategóriás, Variomatic-kal felszerelt DAF 77 volt, ami Volvo 343 névvel került a piacra és Hollandiában állították elő.
Kis méretéhez viszonyítva a DAF sok prototípust készített. A neves autótervező, Giovanni Michelotti és az OSI is készített a DAF technikáján alapuló járműveket. Ilyen volt például az OSI City Car, vagy Michelotti "Shellette" homokjárgánya. A holland királyi család az egy ilyen járművet használt a Porto Ercole-i nyári rezidenciáján. 
A második világháború előtt a DAF még a Forddal együttműködve fejlesztett tehergépkocsikat, de a háború után a DAF A30 révén saját modellel állt elő. Ezt követték a DAF A50 és DAF A10 modellek. Az első tehergépkocsik Leyland- és Perkins-motorokat kaptak.

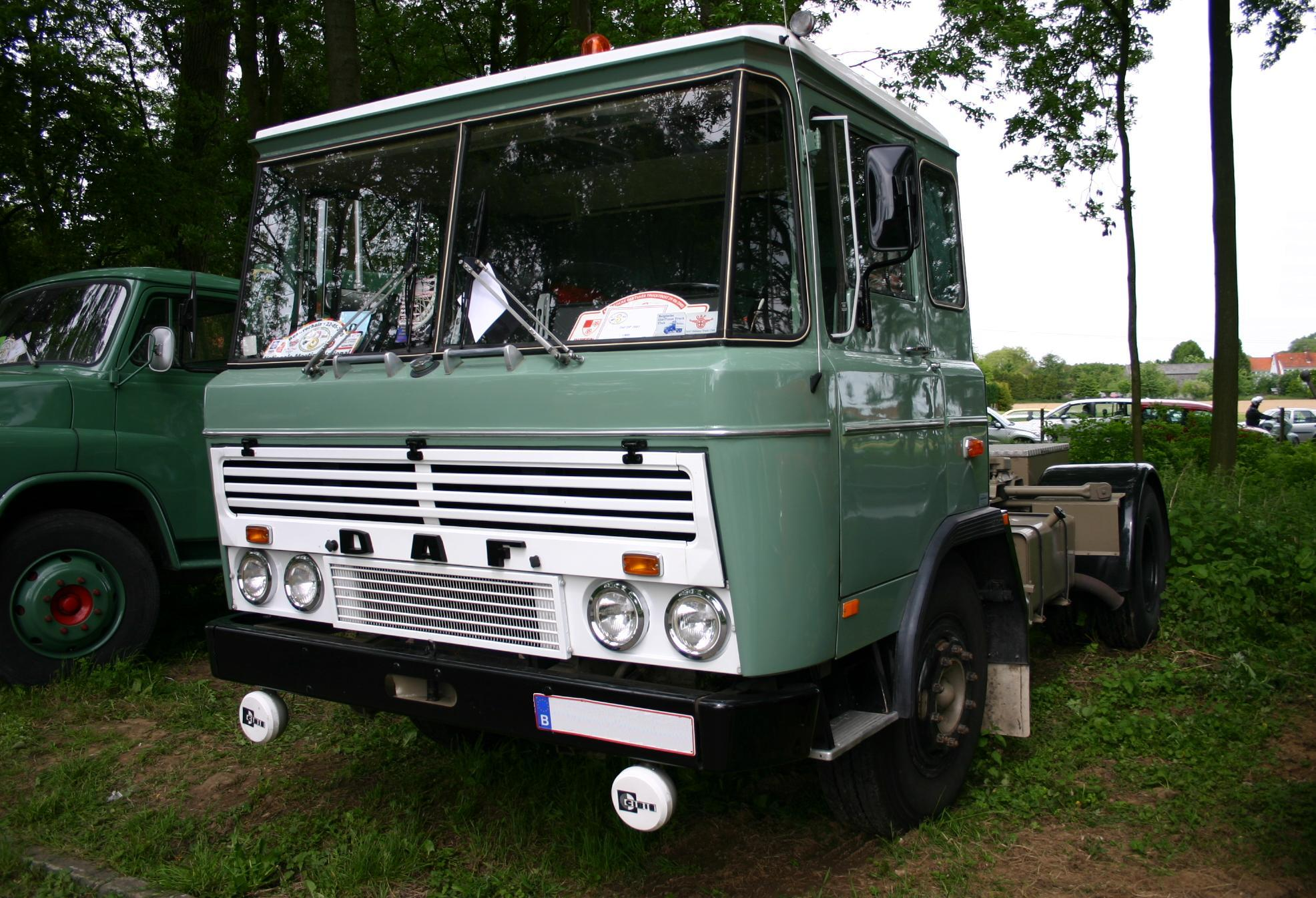
DAF 2600

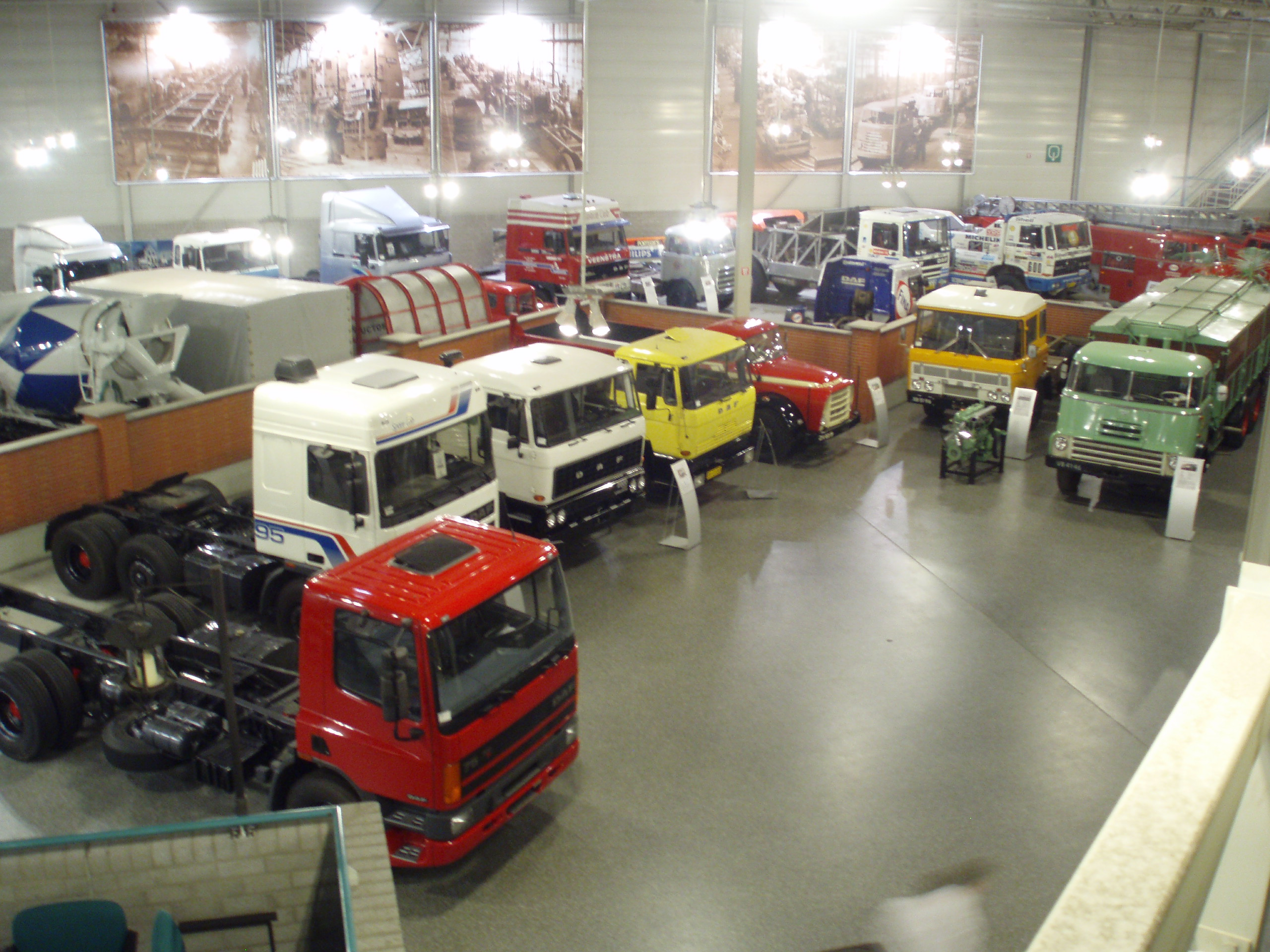
Különböző típusú vontatók az eindhoveni DAF-múzeumban

1963-ban jelent meg a DAF 2600, az első modern tehergépkocsi, mely alapjaiban különbözött a háború előtt gyártottaktól. A Frontlenker vezetői kabinokat 1968-tól úgy alakították ki, hogy előre dönthetőek legyenek. A nagy mennyiségű azonos alkatrészek felhasználásával kialakított építőelem-rendszer segítségével különböző vezetőkabinokat tudtak az eltérő követelményeknek megfelelően előállítani. 
Az 1970-es években a DAF a „Négyek Klubjának” tagja volt, melybe még a Saviem, a Magirus-Deutz és a Volvo tartozott bele.
1972-ben a chicagói International Harvester 33%-os részesedést szerzett a DAF-ban. A holland kormányzat 25%-át és a Van Doorne család a 42%-át birtokolta ekkor. A remélt beruházások elmaradása miatt azonban az International Harvesterrel való együttműködés csak 1981-ig tartott.
Ebben az időszakban jelentős problémát okozott a DAF számára, hogy szakképzett munkaerőt találjon a gyártáshoz. A gazdasági válságok hatására a személygépkocsi-üzletágát 1975-ben a Volvónak adta el a borni üzemmel együtt, mely ma a Nedcar gyára.
Ezt követően a vállalat a sikeres tehergépjárműgyártásra koncentrált. 1987-ben egyesült a brit Leyland Motors vállalattal, így Hollandia mellett Nagy-Britannia is „hazai piacává” vált. Az egyesüléssel a gyártási kapacitás is jelentősen bővült. 1988-ban jelent meg a 95 jelzésű modelljük, mely nagy sikert aratott. Ez volt a DAF első olyan modellje, mely a „Truck of the Year” (Az év tehergépjárműve) kitüntetésben részesült. A következő évek során a 45/55 és a 65/75/85 modellekkel bővítették a kínálatukat. 
A Leyland átvétele után a DAF megpróbálta megszerezni a spanyol Pegaso tehergépjárműgyártót is, mely vállalat tartós veszteségek miatt nehéz helyzetben volt. 1989-ben a DAF vételi ajánlatot tett, de a Pegasót végül az Iveco-csoport szerezte meg.
A buszgyártó részleg 1990-ben levált a vállalatról és a United Bus részévé vált. A DAF nagyobb szerepet kívánt játszani az európai haszongépjárművek piacán, ezért tőzsdére ment.
A könnyebb tehergépjárművek gyártása érdekében a DAF még az átvétel előtt megegyezett az együttműködésről a Leyland-del. Ennek keretében utóbbi licensz alapján gyártott járműveket a DAF számára. Az átvétel után a Leyland Sherpa modellből kifejlesztették a Freight Rovert, amiből később a DAF 200-as lett és amit a DAF 400 követett. A Leyland Roadrunnert DAF 800 néven forgalmazták, de hamarosan DAF 45 névre keresztelték át. Ezt továbbfejlesztve hozták létre a DAF 55-t. Miután a tehergépjárművek piacán nehézségek jelentkeztek, a DAF 1993-ban fizetésképtelenséget jelentett. A vállalat ebben az évben „DAF Trucks N.V.” névvel szerveződött újjá. 1996-ban a haszongépjárművek gyártásával foglalkozó amerikai Paccar vette át. A DAF Trucks és a Leyland Trucks 1998 júniusában egyesültek ismét, mikor a Paccar utóbbit is megszerezte.
Az 1993-ban indított csődeljárás 19 évig tartott és 2012-ben fejeződött be. Ezzel Hollandia történetének egyik leghosszabb ilyen jellegű eljárása lett. A több mint 1100 részvényesnek összesen 500 millió Eurót fizettek ki, ami 10%-os kvótának felelt meg.

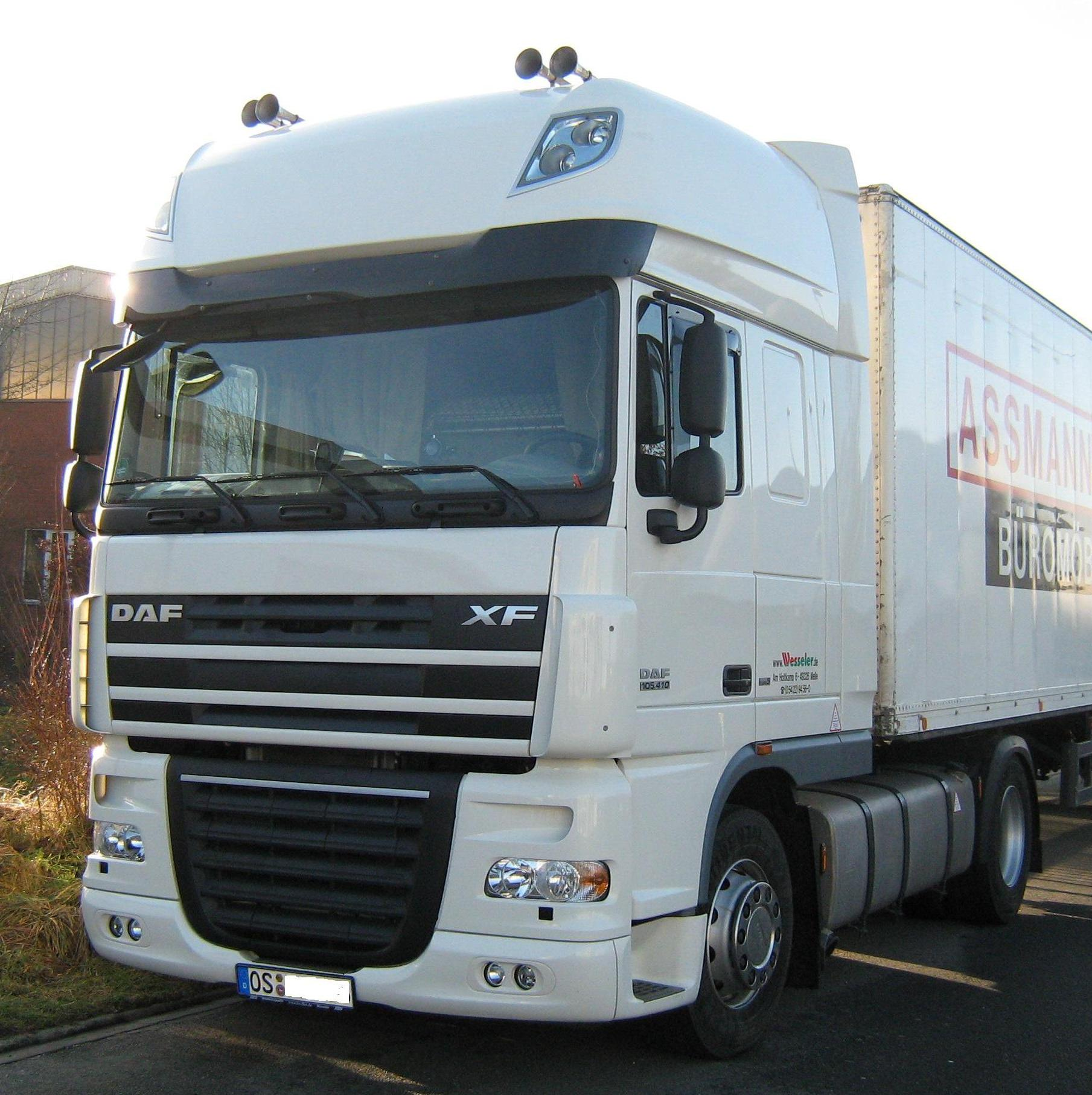
DAF XF 105

1998-ban mutatták be a DAF 95 utódját, a 95 XF-et. 2007-ben az XF 105 modellt az év tehergépjárművének választották (Truck of the Year). 2007. április 19-én készítette el a vállalat a 750 000. tehergépjárművét.
2013 októberében nyitotta meg a DAF a 320 millió eurós költségen felépített Ponta Grossa-i összeszerelő műhelyét, ahol a dél-amerikai piacra szánt járműveket állítják elő.
2016 júliusában a DAF-ot négy másik európai tehergépjármű-gyártóval együtt 2,93 milliárd eurós büntetéssel sújtották tiltott árrögzítések miatt. Ebből a DAF-ra 752 millió euró jutott.
Gyáregységek:
- Eindhoven (Hollandia)
- Westerlo (Belgium)
- Leyland (Egyesült Királyság)
- Ponta Grossa (Brazília)

## Tehergépjármű-modellek
Más tehergépjárműgyártókhoz hasonlóan a DAF is szériákra osztotta a modelljeit.
A 2022-ben megjelent új nehéz vontató családnál módosult a jelölés. A legkisebb fülke az XD lett, itt a motor alagút kb 40 cm magas, cserébe kevesebb lépcsön kell felmászni.  A következő méret az XF, itt már csak kb 10 cm.-el van magasabban a fülke padló a motor felett, itt már 2 ágy van.  A fülke hosszúsága növekszik az XG változaton,   míg ennek a magasított változata az XG+ jelölést kapta.
| Kategória      | Széria |
| -------------- | ------ |
| könnyű tgk     | LF     |
| középnehéz tgk | CF     |
| nehéz tgk      | XF     |

### Képgaléria

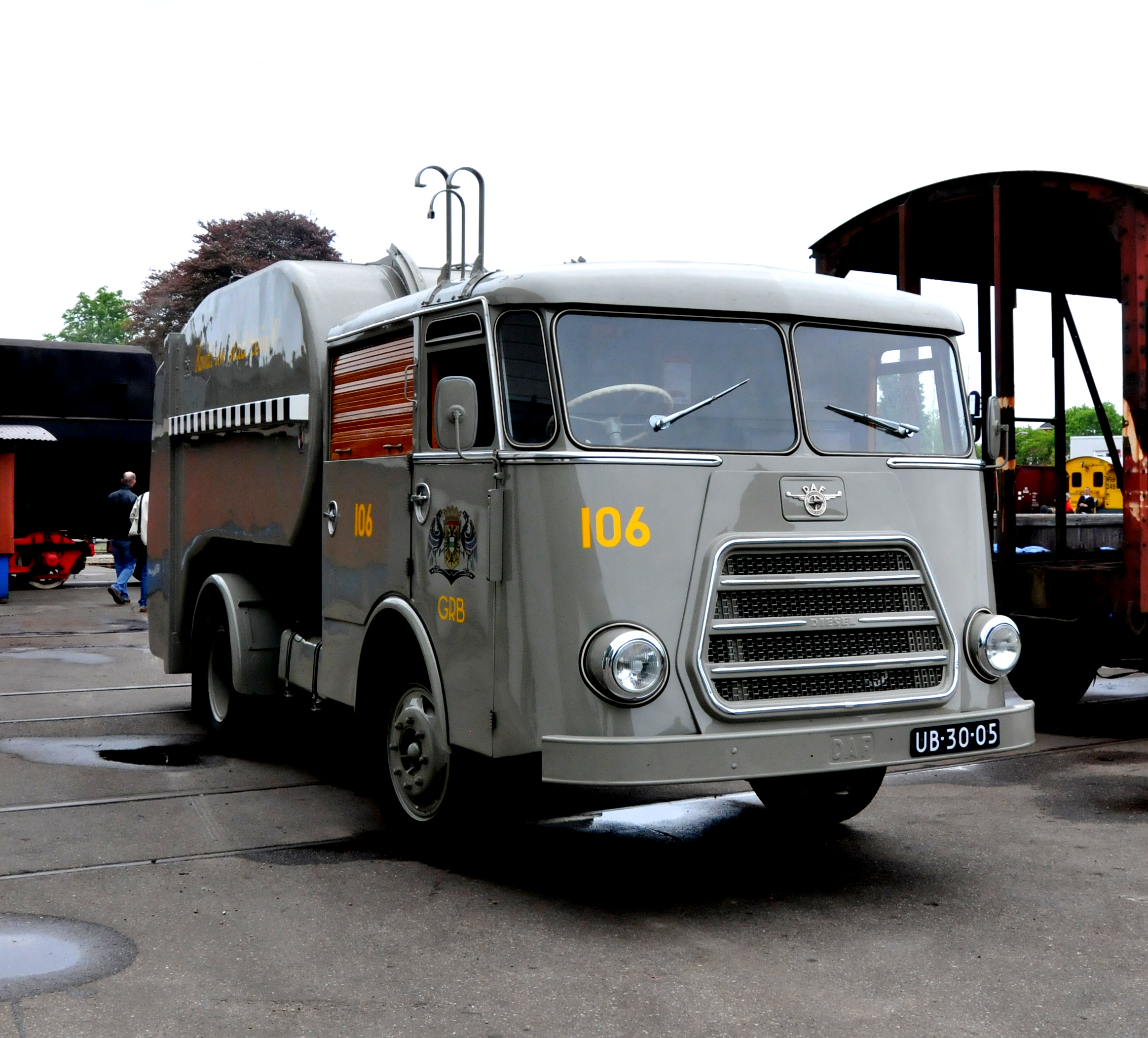
A 2022-ben bemutatott DAF 480 XF
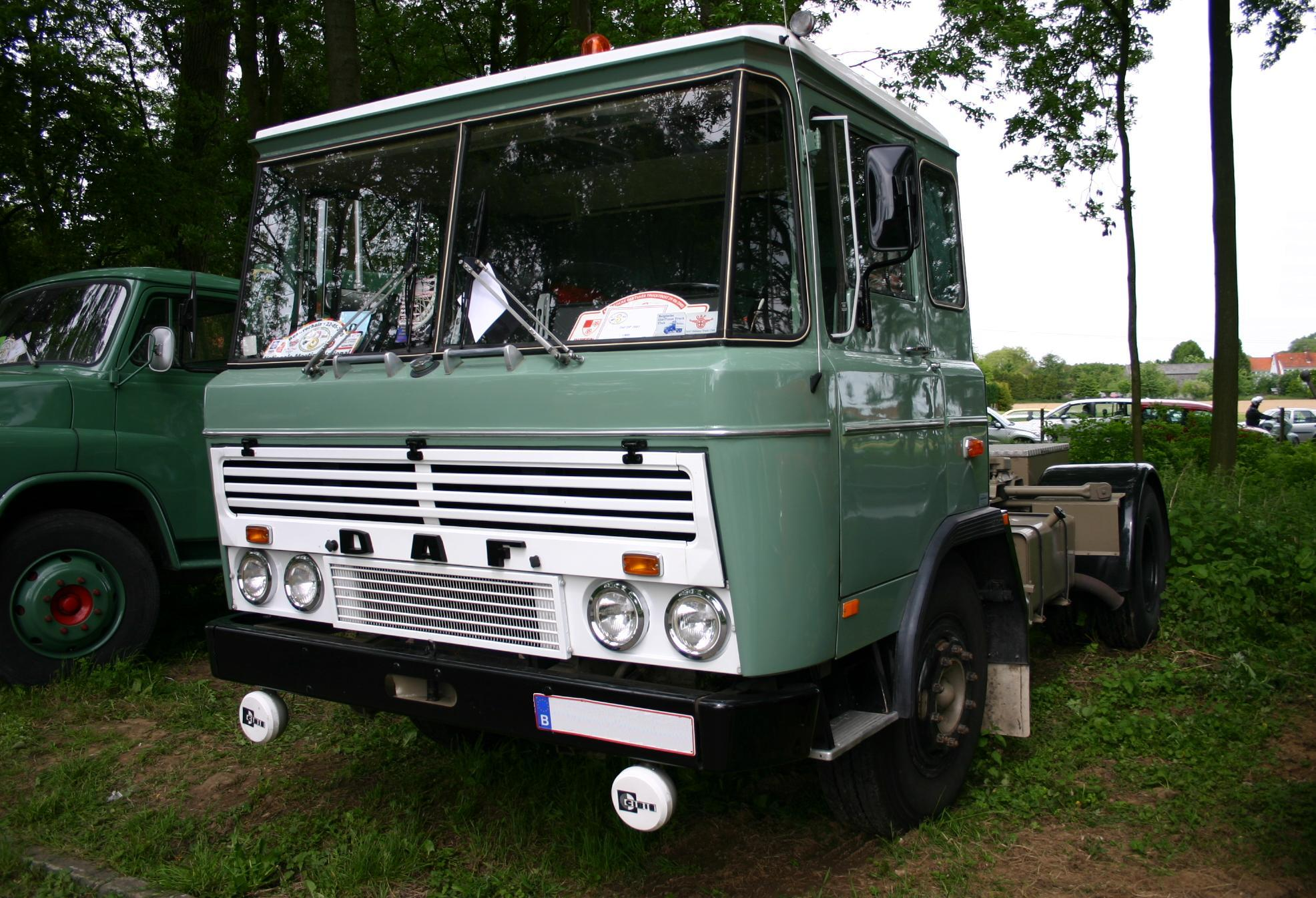
DAF 2022 már teljesen digitális kijelzője
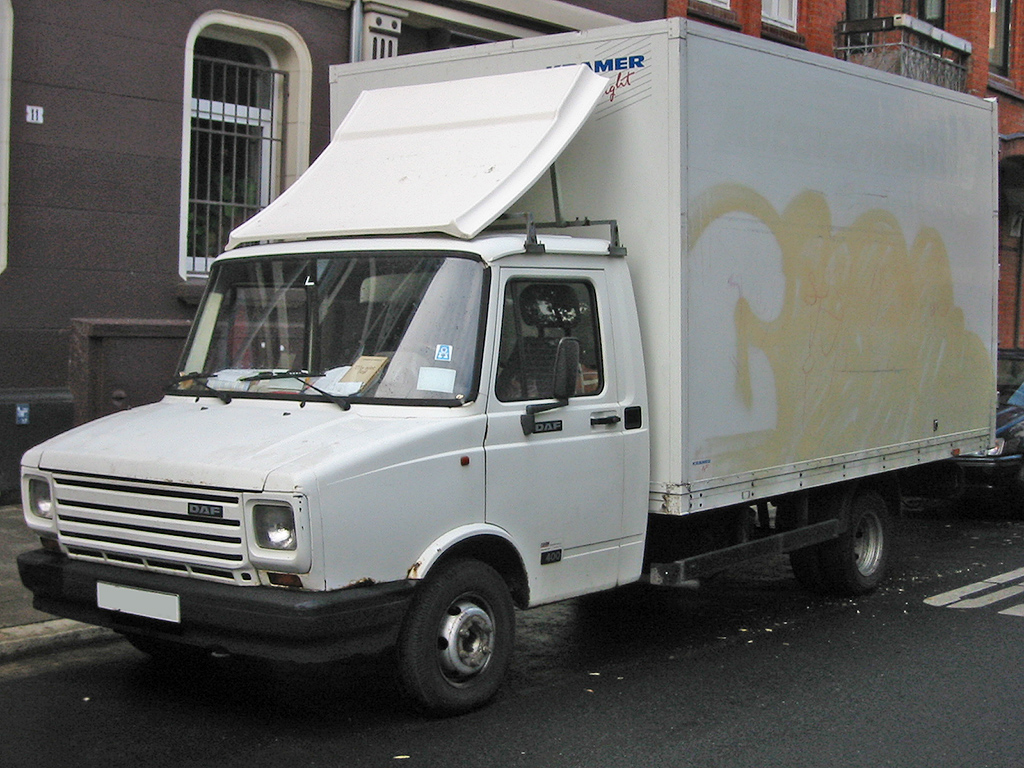
DAF-furgon
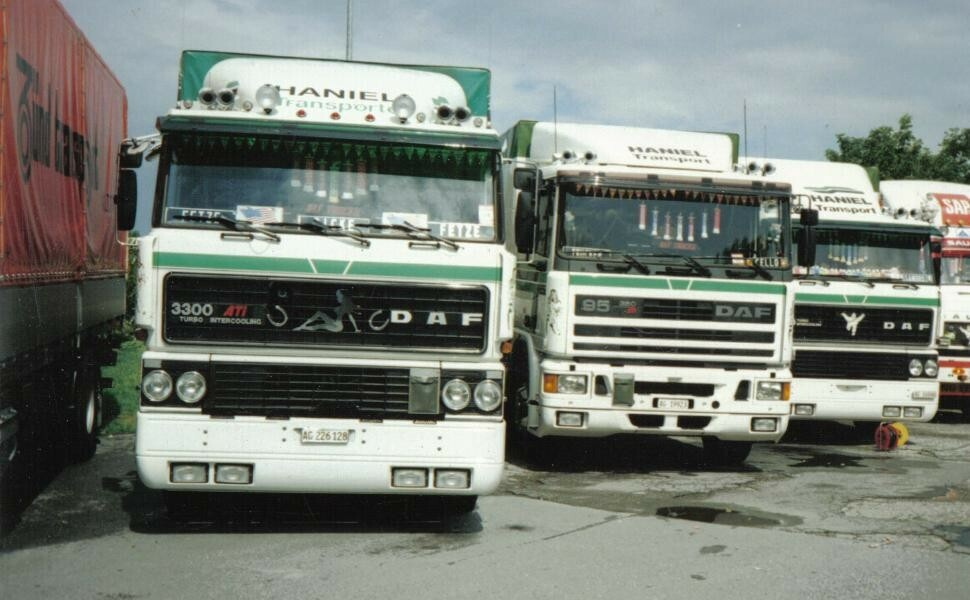
DAF 3263 és DAF 95
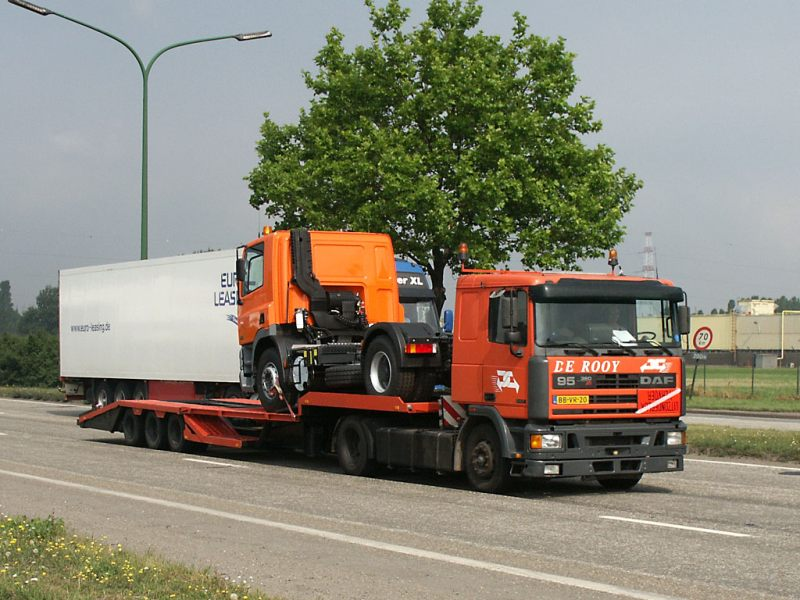
DAF 95
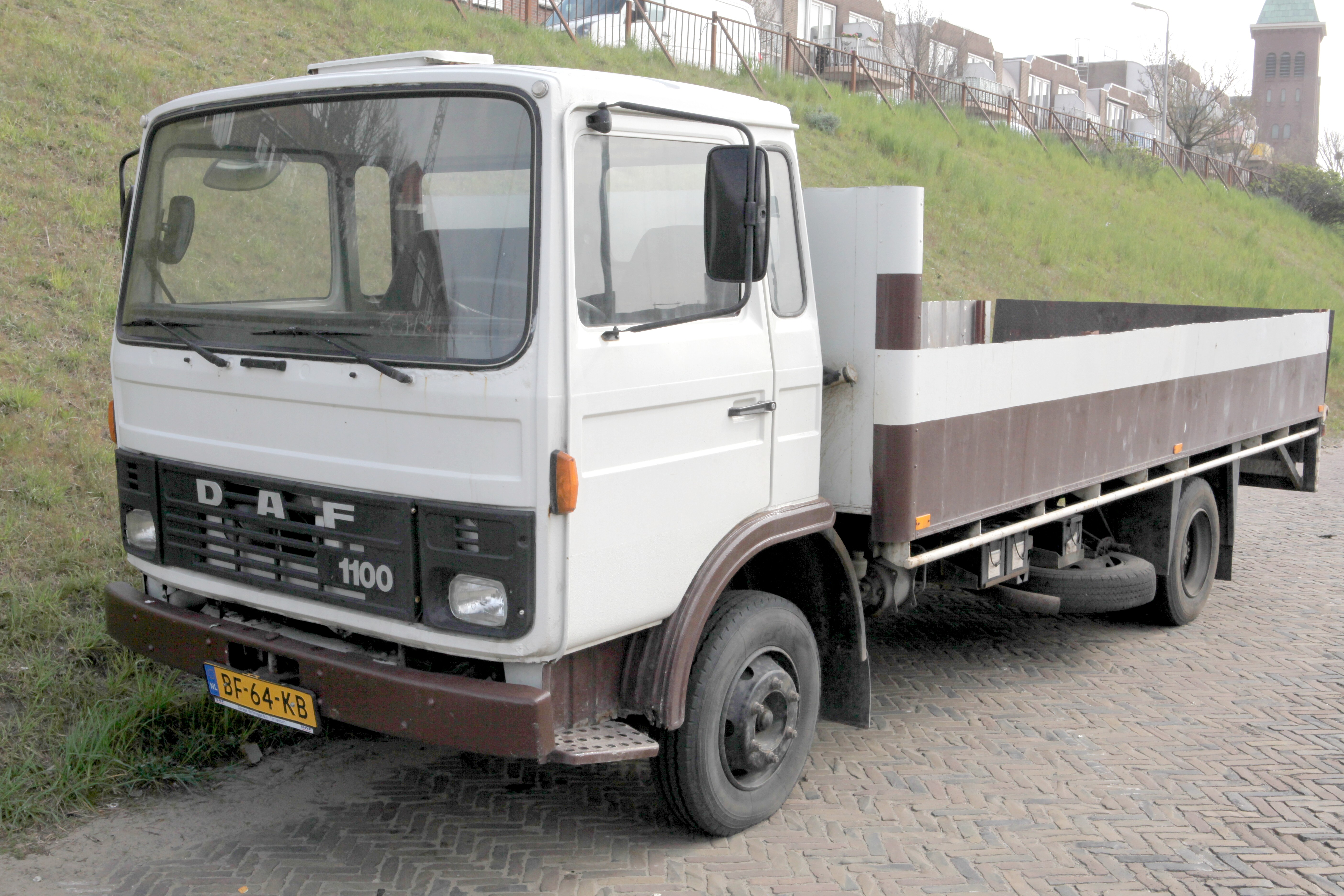
DAF 1100 (a „Négyes Club” mintájú vezetőfülkével)
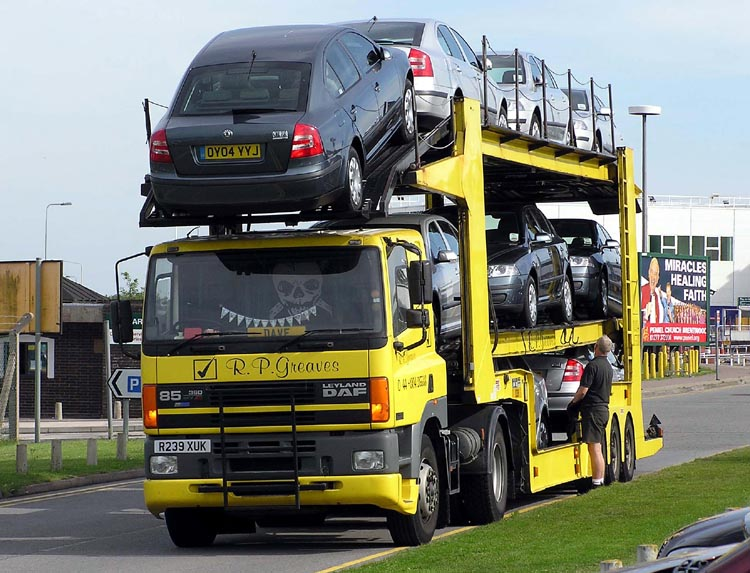
Leyland-DAF 85 (jobboldali kormánnyal)
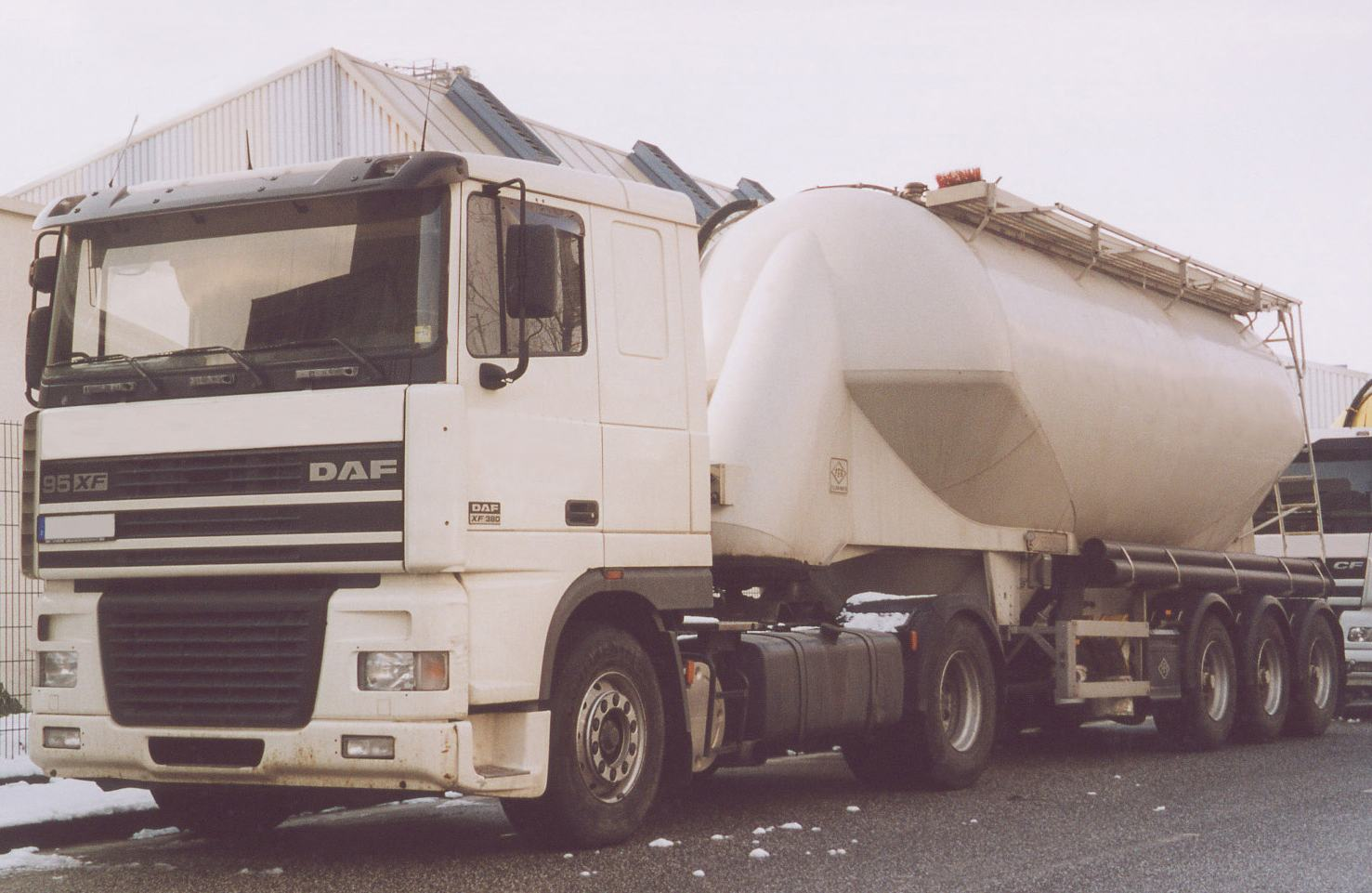
DAF 95XF
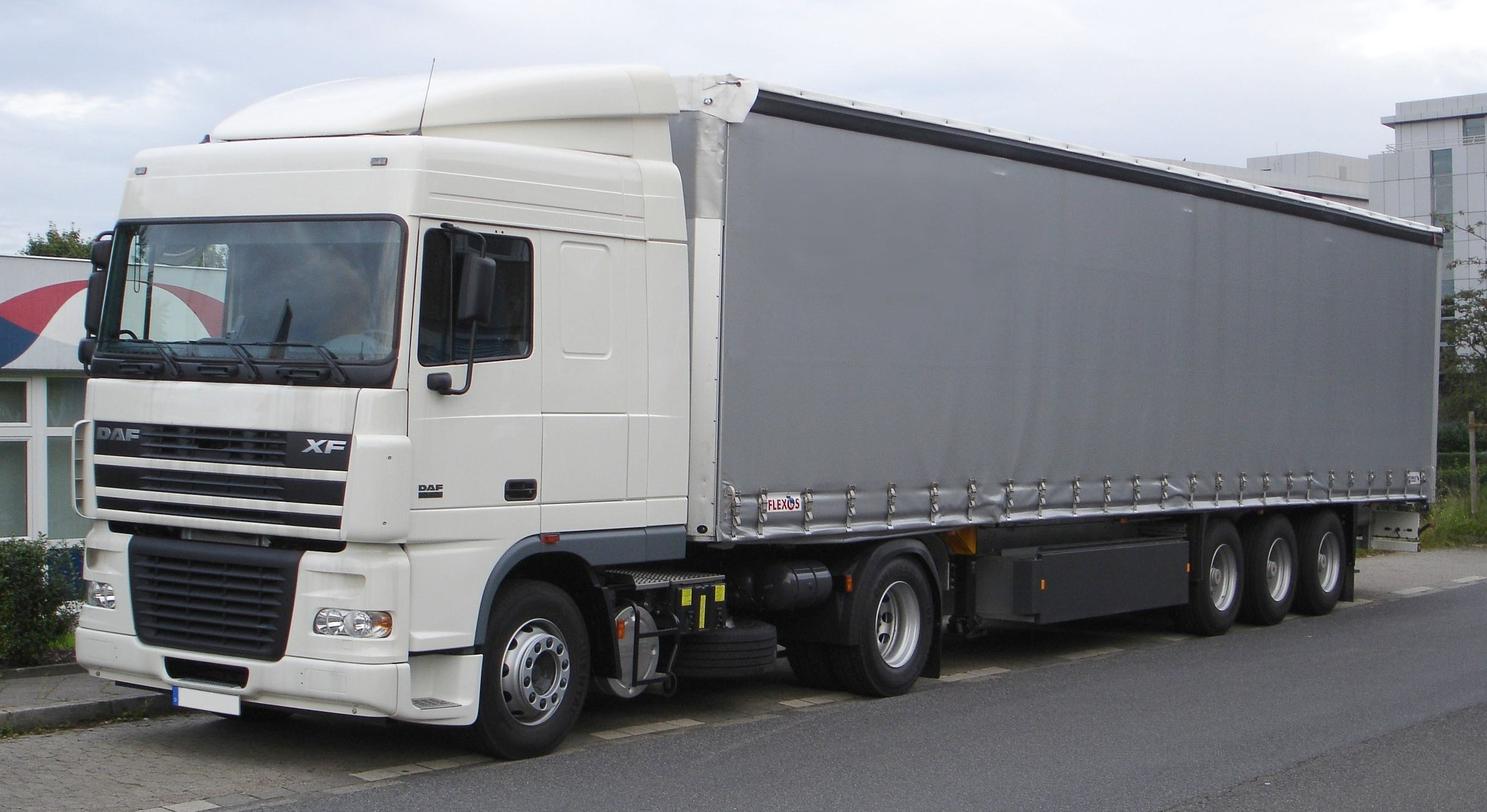
DAF XF105
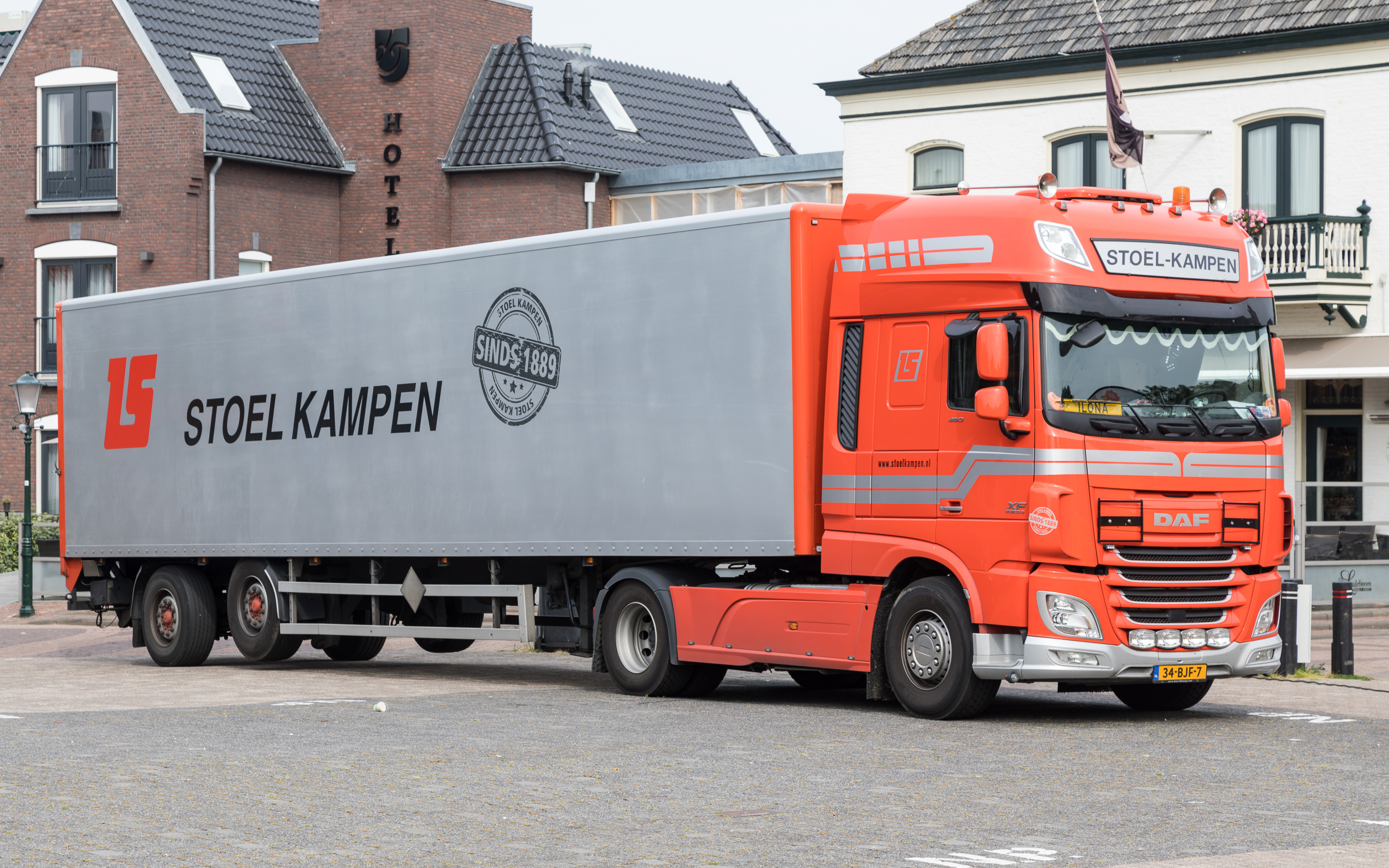
DAF XF 460 Euro6

### Kínálat

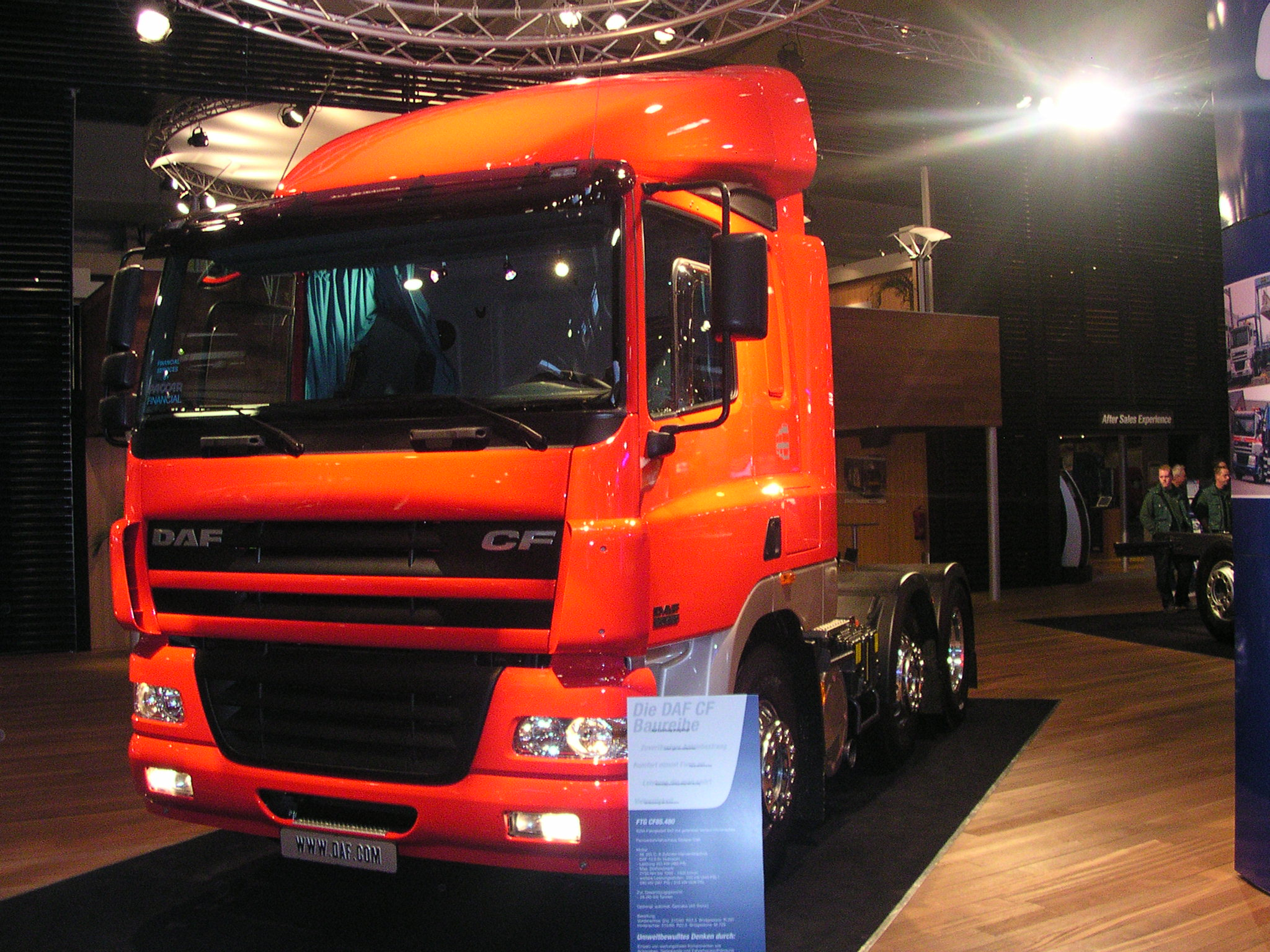
DAF CF 85 nyerges vontató

| Építés ideje | Típus                 |
| ------------ | --------------------- |
| 1962–1974    | - DAF 2600            |
| 1973–1986    | - DAF 2263 - DAF 3263 |
| 1987–1996    | - DAF 95              |
| 1997–2002    | - DAF 95XF            |
| 2002–2006    | - DAF XF95            |
| 2006 óta     | - DAF XF105           |
| 2012 óta     | - DAF XF              |
| 2015 óta     | - DAF New XF          |

## Személygépkocsi-modellek

### Képgaléria

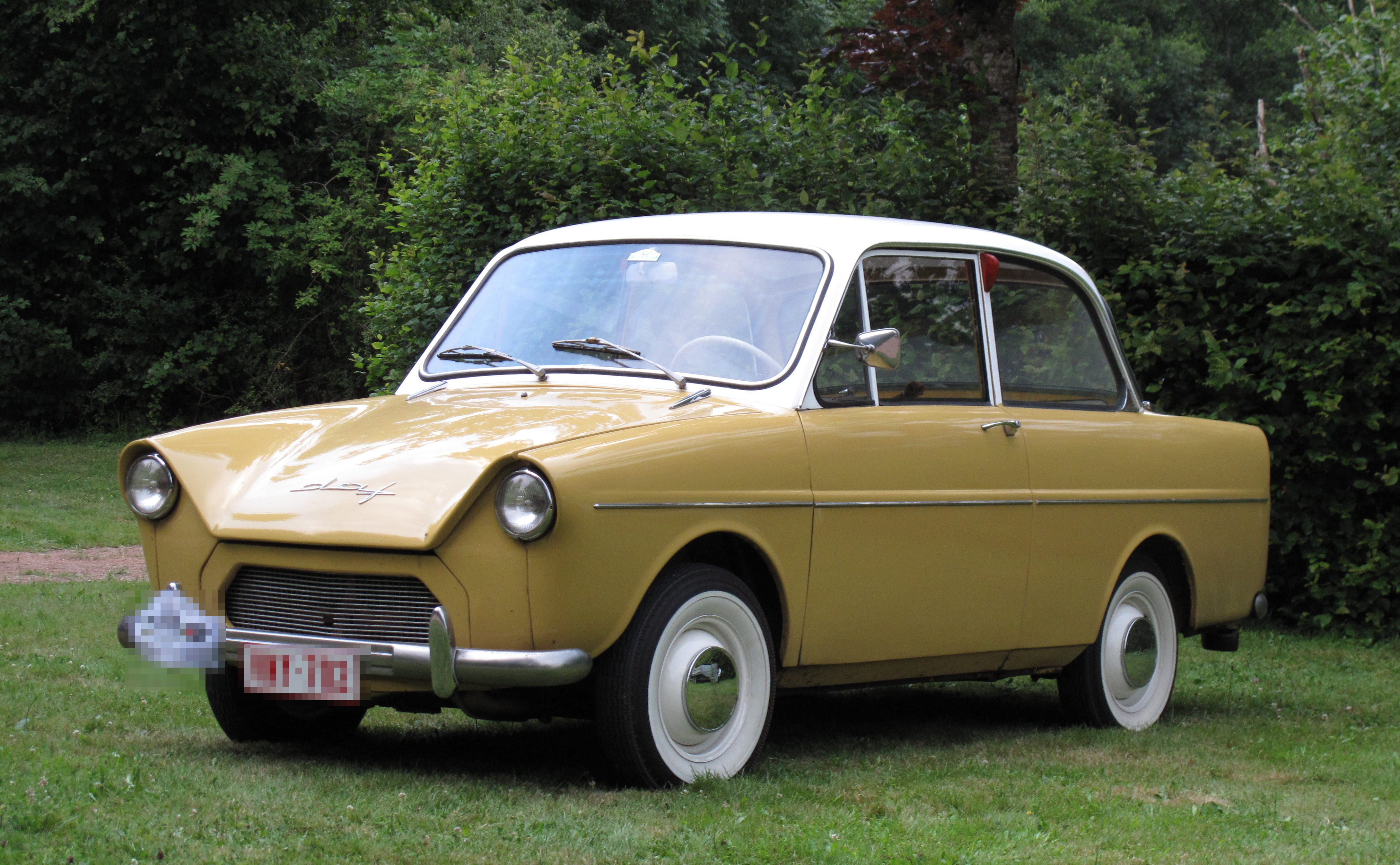
DAF 600
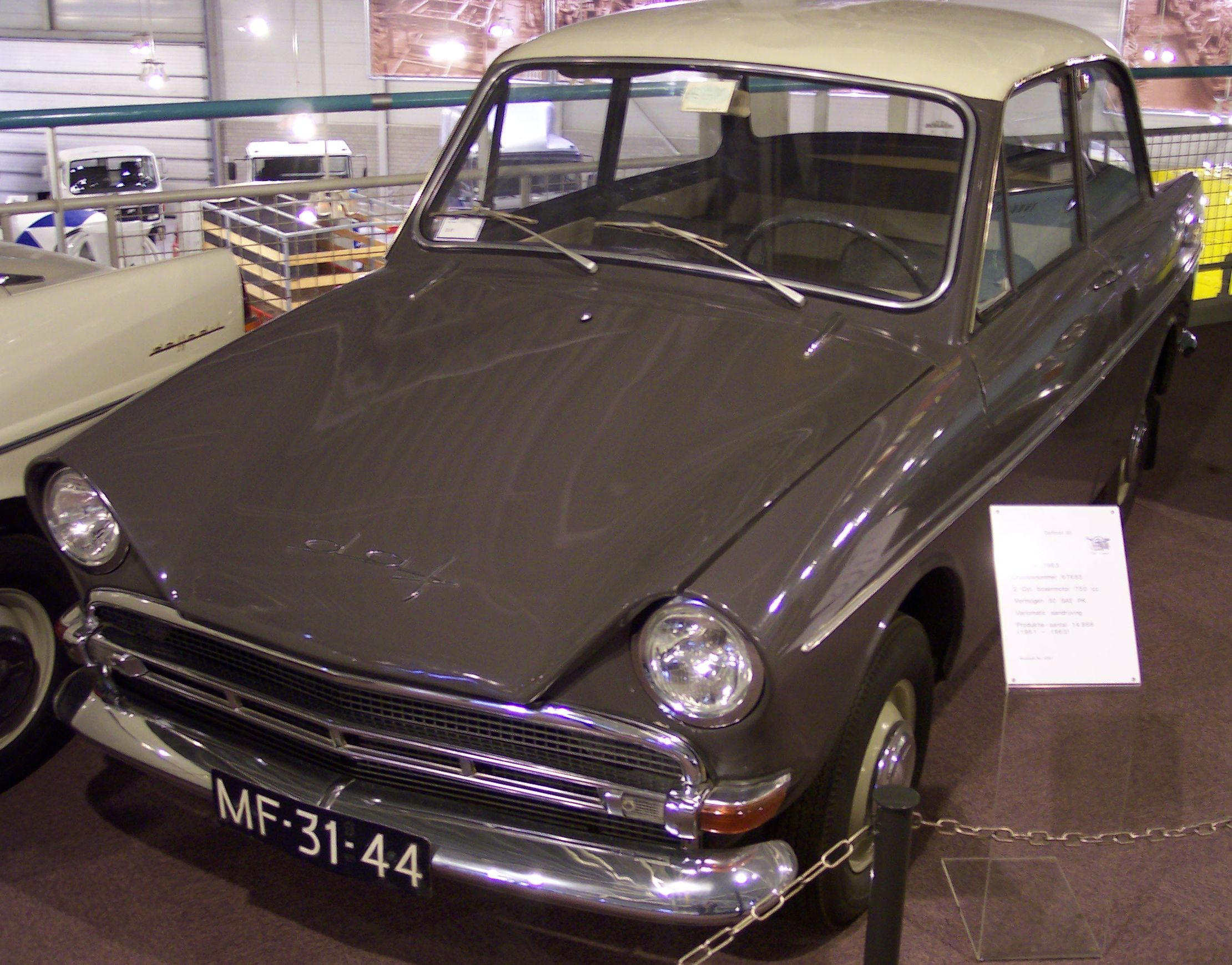
DAF 30
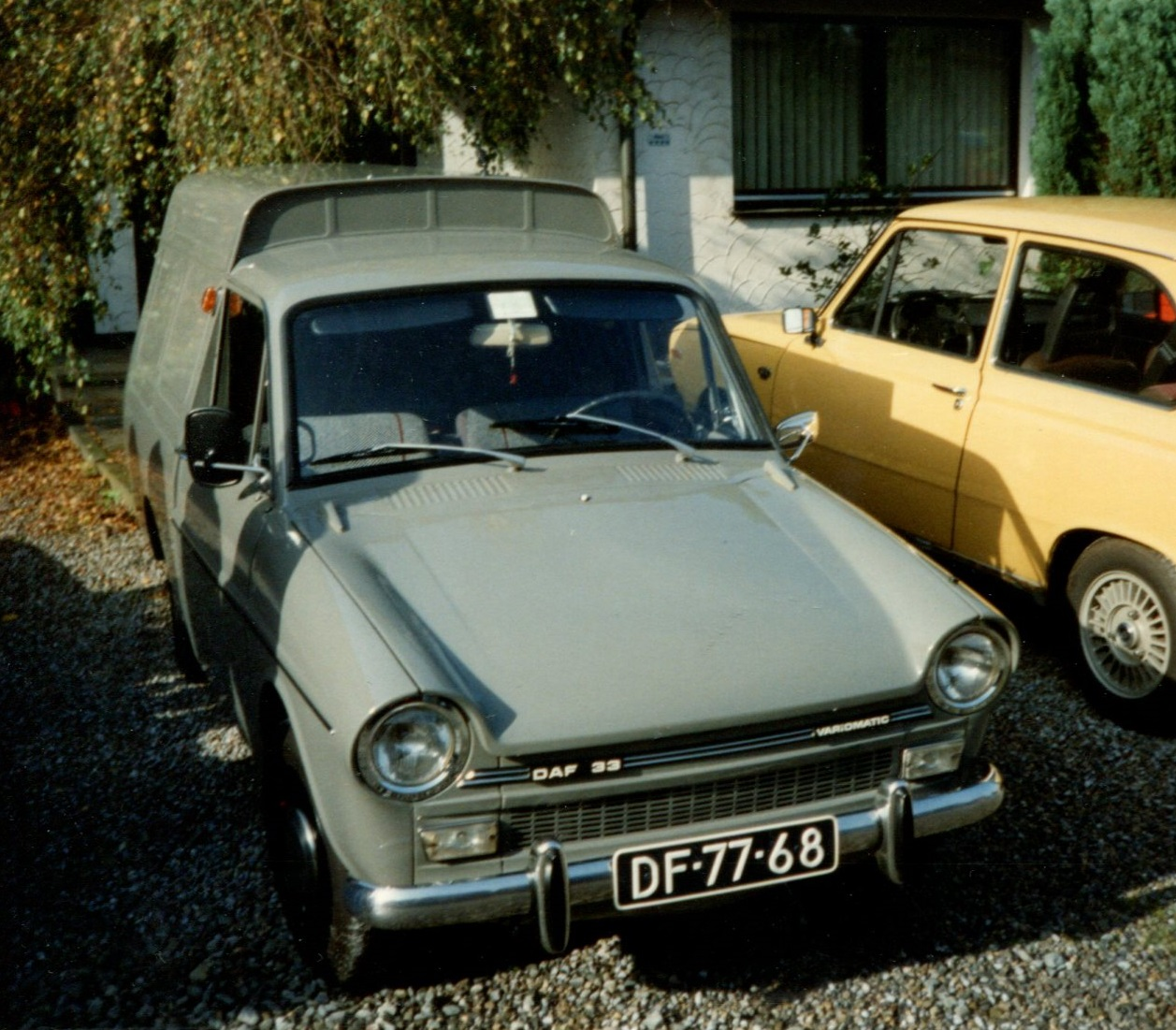
DAF 33 Break
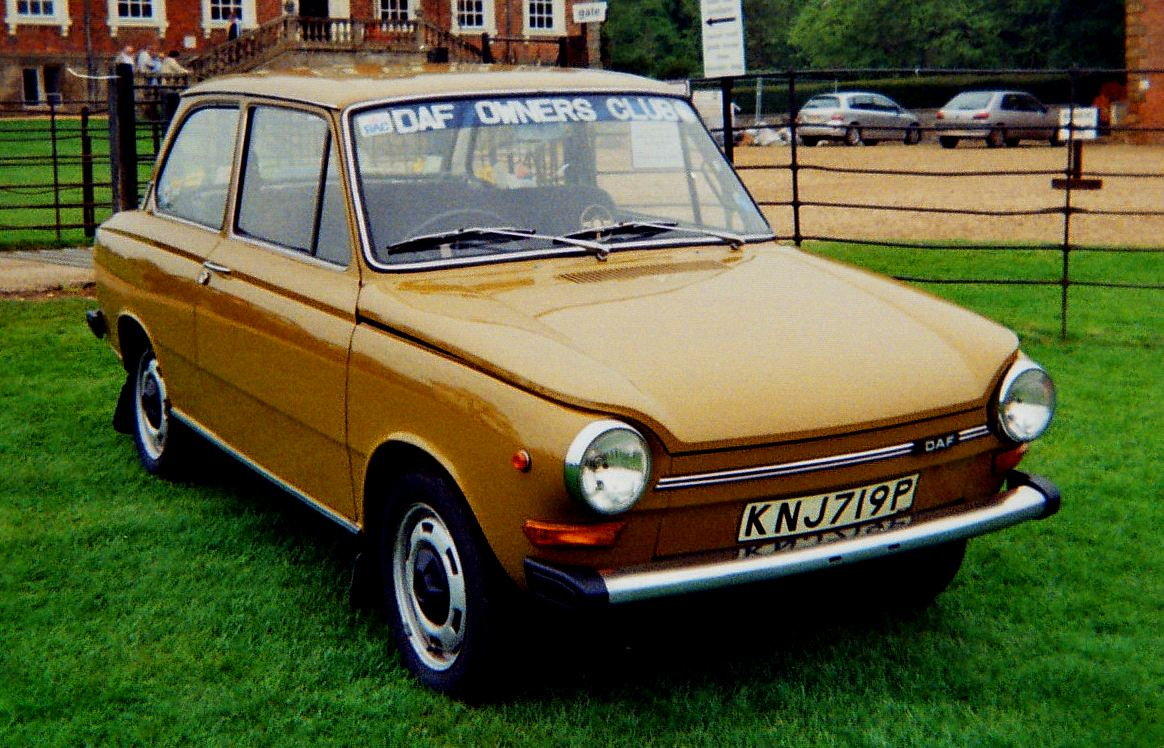
1975 DAF 44
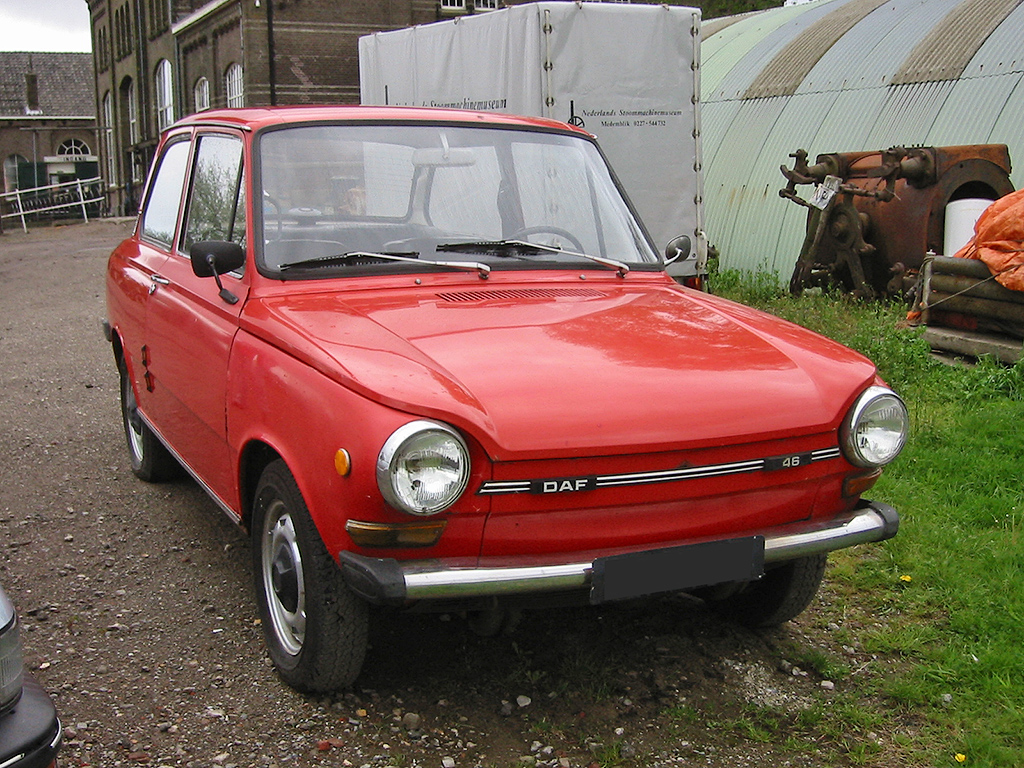
DAF 46
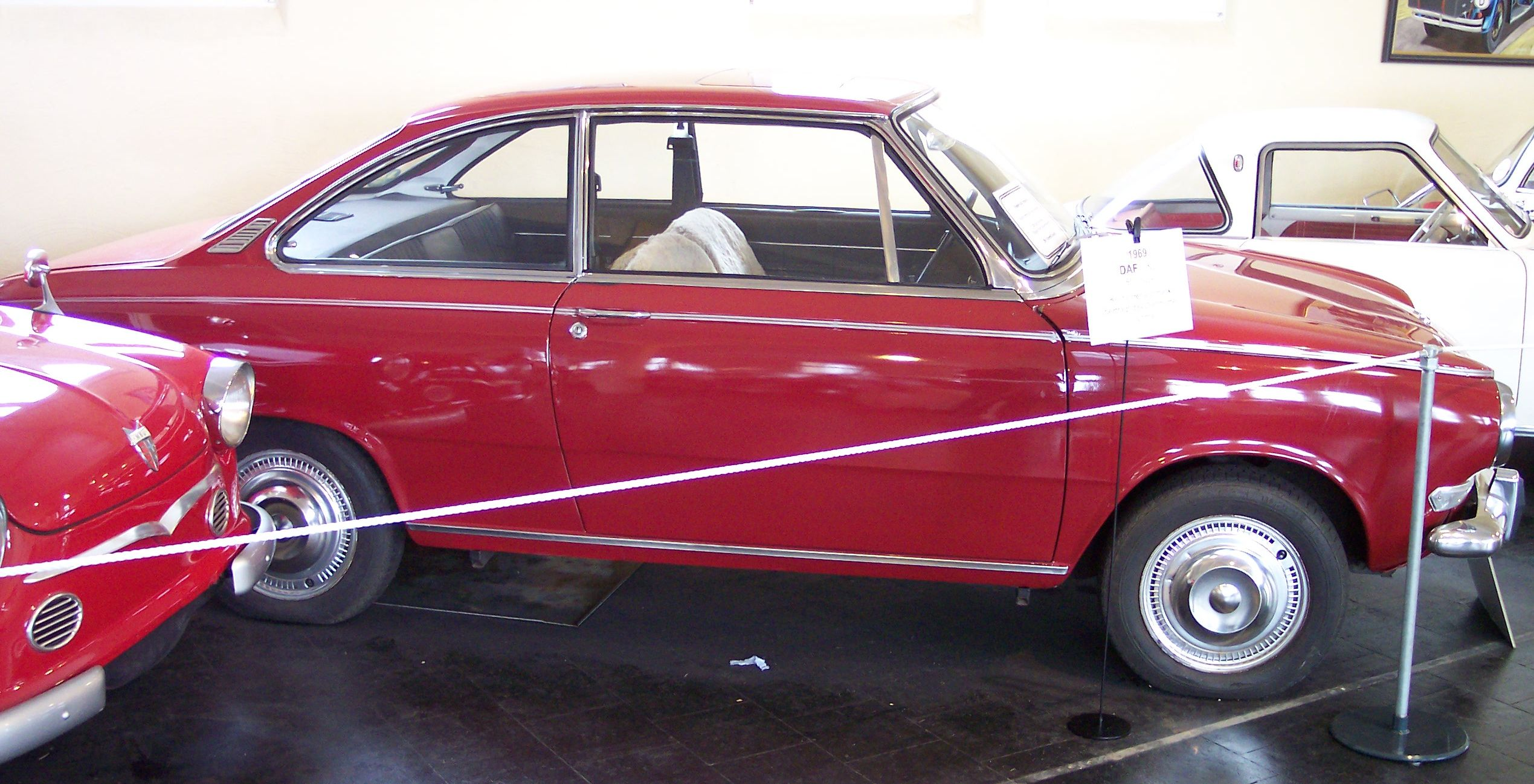
DAF 55
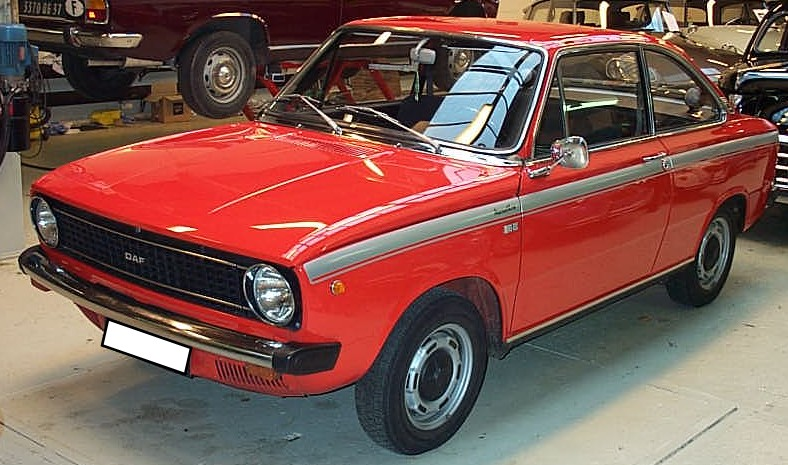
DAF 66 Marathon

### Gyártási idő és mennyiség
| Modell                 | Idő       | Darabszám | Megjegyzés                                                          |
| ---------------------- | --------- | --------- | ------------------------------------------------------------------- |
| DAF 600                | 1959–1963 | 30 591    |                                                                     |
| DAF 750                | 1961–1963 | 16 767    |                                                                     |
| DAF 30                 | 1961–1963 | 23 045    | „Daffodil“                                                          |
| DAF 31                 | 1963–1965 | 56 200    | „Daffodil“                                                          |
| DAF 32                 | 1965–1967 | 53 674    | „Daffodil“                                                          |
| DAF 44                 | 1966–1974 | 167 902   |                                                                     |
| DAF 33                 | 1967–1974 | 131 621   |                                                                     |
| DAF 55                 | 1968–1972 | 153 263   |                                                                     |
| * DAF 55 Marathon      | 1971/1972 | 10 967    |                                                                     |
| DAF 66                 | 1972–1975 | 101 967   | 1976-tól Volvo 66 néven gyártották tovább                           |
| * DAF 66 Marathon      | 1972/1973 | 14 382    |                                                                     |
| * DAF 66 Marathon 1263 | 1973–1975 | 23 074    |                                                                     |
| * DAF 66 YA            | 1974/1975 | 1201      | Katonai jármű                                                       |
| DAF 46                 | 1974–1976 | 32 353    | A Volvo általi átvétel után még egy évig DAF márkanév alatt gyártva |

## Fordítás
- Ez a szócikk részben vagy egészben  a   DAF (Automobile) című német Wikipédia-szócikk ezen változatának fordításán alapul.  Az eredeti cikk szerkesztőit annak laptörténete sorolja fel. Ez a jelzés csupán a megfogalmazás eredetét és a szerzői jogokat jelzi, nem szolgál a cikkben szereplő információk forrásmegjelöléseként.
- Ez a szócikk részben vagy egészben  a   DAF Trucks című angol Wikipédia-szócikk ezen változatának fordításán alapul.  Az eredeti cikk szerkesztőit annak laptörténete sorolja fel. Ez a jelzés csupán a megfogalmazás eredetét és a szerzői jogokat jelzi, nem szolgál a cikkben szereplő információk forrásmegjelöléseként.

## Linkek
- DAF-Museum in Eindhoven
- DAF-személygépjárművek brosúráinak gyűjteménye[halott link]